# دونگی بونیبرود
دونگی بونیبرود (به صربی: Donji Bunibrod) یک منطقهٔ مسکونی در صربستان است که در لسکواس واقع شده‌است. دونگی بونیبرود ۶۴۴ نفر جمعیت دارد.